# اوستروف دولگی
اوستروف دولگی (به لاتین: Ostrov Dolgy) یک منطقهٔ مسکونی در روسیه است که در استان آستراخان واقع شده‌است.